# Tadeja Ternar

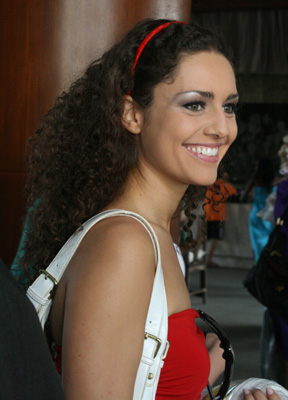

Tadeja Ternar (nascida em 1987 em Murska Sobota, Iugoslávia) é uma modelo eslovena que venceu o concurso de Miss Eslovênia em 2007 e participou de um concurso de beleza que representou a Eslovênia no Miss Mundo 2007, concurso realizado na China.